# Дом-башня имени Парижской коммуны (Смоленск)
Дом-башня имени Парижской коммуны (полное название Дом-коммуна рабочего жилищно-строительного кооператива «Труд») — известная в Смоленске достопримечательность, бывший дом-коммуна, позднее общежитие семейного типа. Расположен в Ленинском районе города на улице Конёнкова. Одно из немногочисленных сохранившихся зданий в Смоленске в стиле советского конструктивизма. Построен по проекту архитектора Олега Вутке в 1931—1933 годах.

## История
В 1920-е годы в СССР, для расселения вновь прибывающей рабочей силы в города, началась популяризация так называемой концепции «общественного быта». Одновременно архитекторы начали разрабатывать проекты жилых домов-коммун, где были общие кухни, прачечные, столовые, детский сад и даже туалеты. Дома-коммуны начали активно возводить преимущественно в индустриальных центрах страны, таких как Москва, Ленинград, Свердловск, Челябинск, Харьков и других. Смоленск только готовился стать таким центром. Тем не менее, в 1920-е годы здесь уже появился ряд промышленных предприятий, например, авиационный завод, крупный железнодорожный узел.
Свой дом-коммуна должен быть появиться и в Смоленске. Его заказчиком выступил рабочий жилищно-строительный кооператив «Труд» работников транспорта. Разработка проекта «опытно-показательного» дома была поручена советскому архитектору из Москвы Олегу Алексеевичу Вутке. По замыслу заказчика, первоначально здание должно было иметь лишь три этажа, но Вутке настоял на семиэтажном здании с башенкой для выхода на крышу. Место для строительства было выбрано на склоне Воскресенской горы на Почтамтской улице.
По замыслу архитектора, дом-коммуна должен был возвышаться над бывшими объектами культа (поблизости расположен комплекс строений Вознесенского монастыря), символизируя достижения новой власти. При строительстве дома сам монастырь не пострадал, однако двор будущего дома был расположен на части монастырского кладбища и в ходе прокладки коммуникаций к дому пострадали многие захоронения. Первоначально дом-коммуна должен был быть построен за полгода, однако строительство велось местными силами и растянулось из-за нехватки строительных материалов и техники. В итоге строительство продлилось два года, и только в 1933 году дом-коммуна принял первых новосёлов.
Как и предполагала концепция дома-коммуны, здесь в первом этаже были общая кухня, столовая, библиотека, детский сад, причём все эти объекты имели статус самообслуживания. В вестибюле предусматривалось место для велосипедов и ящиков для галош. В подвальном помещении находились туалеты и душевые. Остальные шесть этажей занимали 32 квартиры, где из удобств были только электрическое освещение и проводное радио. Дом был не лишён недостатков: кроме отсутствия удобств в жилых помещениях, семиэтажное здание не имело лифта, так его установку посчитали слишком дорогой и невозможной (его установка была предусмотрена проектом), не было предусмотрено центральное отопление (жители использовали дровяные печи, трубы-дымоотводы которых  выходили на крышу, из-за чего дом, по одной из версий, получил прозвище «чайник»). Нахождение уборных в подвале также не способствовало комфорту.
Во время обороны Смоленска 1941 года в дом попала немецкая авиационная бомба и частично его повредила. В годы оккупации здание было заброшено. После освобождения Смоленска в 1943 году встал вопрос о сносе разрушенного дома, однако тяжёлая ситуация с жильем в полностью разрушенном войной городе не позволила это сделать. Здание было реконструировано к 1949 году в общежитие семейного типа для строителей, при участии пленных немцев, причём первые жильцы заселились сюда уже во время восстановительных работ. Однако восстановленное здание осталось без удобств. По воспоминаниям бывших жильцов туалет не действовал, справлять нужду приходилось за домом. Рядом с домом стояли сараи для дров, вода была лишь в рядом располагавшейся колонке. Только в 1960-е годы в жилые помещения были проведены центральное отопление, на каждом этаже смонтированы туалеты и краны с холодной водой. В подвале вместо уборных расположилась механическая мастерская.
Позже ситуация с жилищным строительством в Смоленске начинала улучшаться, поэтому уже с середины 1960-х годов началось постепенное расселение жителей дома в новые микрорайоны. В 1974 году здание получило статус памятника архитектуры местного значения. Последняя семья переехала из дома-коммуны в 1985 году, после чего семиэтажное здание, фактически, было заброшено и стало приходить в негодность, так как никакого ремонта здесь не проводилось с момента восстановления после войны, а все что можно было снять, окна, двери, металл, все растаскивалось.
В 1990 году в здании, которое к тому времени выкупили в частную собственность предполагалось открыть гостиницу, однако проведённые исследования показали, что дом находится в аварийном состоянии и реконструкции не подлежит. К тому же сделку о купле памятника архитектуры признали незаконной и дом возвратился в государственную собственность. С момента окончательного расселения в здании обрушились многие внутренние перекрытия, а также нижние лестничные пролёты.
В 1990-е годы никем не охраняемое здание стало местом паломничества неформалов, любителей острых ощущений, диггеров. Здесь нередко были суициды и несчастные случаи, поскольку ни лестничные пролеты, ни окна не огорожены, как и выход на крышу.

## Нынешняя ситуация
По состоянию на 2024 год дом продолжает постепенно разрушаться под воздействием ветров, осадков и растительности. При таком состоянии, в лучшем случае, он простоит ещё около 40-50 лет. В 2014 году администрация города заявляла, что пытается найти инвестора для восстановления или хотя бы консервации дома-коммуны.

## Городские легенды
Как и вокруг любого неординарного строения в городе, а тем более заброшенного, вокруг дома-коммуны также существует множество легенд:
- Предполагается, что здание было построено на месте донжона времён владычества Смоленском Великого Княжества Литовского.
- Дом-коммуна построен на якобы проклятом месте, а потому в бытность его существования там были частые случаи убийств, суицида и прочих смертей.
- После того, как здание стало заброшенным, а местность вокруг него поросла зарослями, там якобы обитает неизвестный науке зверь, напоминающий большую чёрную рысь.
- Распространено мнение, что дом был массово расселён в 1970 году после серьёзного пожара. На самом деле пожаров в здании никогда не случалось: об этом свидетельствует технический паспорт дома.